# Tagboard
Un tagboard (también llamado shoutbox, saybox o chatterbox) es una caja de mensajes de texto que se incluye en sitios web para permitir a la gente dejar mensajes rápidamente y, por lo general, sin necesidad de registrarse.
En su forma más simple, los tagboards son solo listas de mensajes cortos, posiblemente con información acerca de sus autores. La página debe actualizarse automáticamente después de cierto intervalo de tiempo, o acomodarse dinámicamente para mantener los nuevos mensajes visibles. Los más antiguos son a menudo eliminados para preservar espacio en el servidor luego de que la cantidad de mensajes publicados haya superado cierto número.
Los tagboards son generalmente mantenidos de una manera similar a sistemas más complejos, con moderadores que pueden eliminar mensajes y expulsar nombres de usuarios o direcciones IP. Ocasionalmente, incluyen también detección de impostores de identidad, control de flood, y censurador de palabras obscenas.
En su mayoría, los tagboards aparecen embebidos en páginas con marcos incorporados o JavaScript. Muchas aplicaciones de internet como foros y weblogs pueden ser modificados para agregarles tagboards en el sidebar o demás páginas del sitio.
Como la mayoría de los generadores de contenido dinámico, los tagboards interactúan con una base de datos, y algunos necesitan realizar consultas a esta cada vez que una página es cargada. Adicionalmente, un tagboard debe ser cargado desde un solo archivo. A diferencia de la mayoría de los generadores dinámicos, los tagboards son ubicados en cada una de las páginas de un sitio web, por lo que tienden a causar problemas de esfuerzo en la base de datos. Por esto, se debe tener cuidado de que el tagboard no consuma muchos recursos en la base de datos.
- Datos: Q1670525